# Oplophorus
Genre
Synonymes
- sous-genre Hoplophorus (Oplophorus)[2]
- genre Hoplophorus[2]

Oplophorus est un genre de crevettes de la famille des Oplophoridae.

## Liste des espèces
Selon World Register of Marine Species (27 décembre 2018) :
- Oplophorus gracilirostris A. Milne-Edwards, 1881
- Oplophorus novaezeelandiae (de Man, 1931)
- Oplophorus spinosus (Brullé, 1839)
- Oplophorus typus H. Milne Edwards, 1837 (in H. Milne Edwards, 1834-1840)